# Český zápas
Český zápas je oficiální týdeník Církve československé husitské vycházející od roku 1920. Vznikl ze čtrnáctideníku Právo národa, založeného v roce 1918. Periodikum má informačně-vzdělávací charakter. Zpravuje především o dění uvnitř církve, komentuje celosvětové aktuální dění, obsahuje teologické úvahy, oznámení o plánovaných církevních akcích, kalendáriu významných historických událostí, medailonky významných osobností české historie.
V prosinci 1919 nabídl Matěj Pavlík (pozdější biskup Gorazd) Karlu Farskému převod reformního časopisu Právo národa, který založil a vedl, pod Klub reformního duchovenstva. Finanční náhrada měla jednorázově činit 1500 korun. Ostatní náklady, pakliže by list prosperoval, měly být splaceny v dalších letech. Pod názvem Právo národa vycházel do 27. února 1920. Následně byl časopis jako tiskový orgán Církve československé husitské přejmenován na Český zápas. V lednu 1935 převzala časopis od Tiskového a nakladatelského družstva Blahoslav do svého vlastnictví ústřední rada.
Odpovědný redaktor (vedoucí redaktor, šéfredaktor)
| Jaroslav Máj              | 3-4 1920  |
| Emil Dlouhý-Pokorný       | 1920-1921 |
| Josef Svojtka             | 5/1921    |
| Karel Farský              | 5-10 1921 |
| Petr Kolínský             | 1921-1923 |
| Josef Valenta             | 8-12 1923 |
| František Jírů            | 1-6 1924  |
| Čeněk Švácha              | 1924-1925 |
| Otto Ondráček             | 1925-1933 |
| Stanislav Novák           | 1933-1934 |
| František Bednář          | 1935-1945 |
| František Roháč           | 1945-1946 |
| Václav Lorenc             | 1-12 1946 |
| Václav Vyšohlíd           | 1-10 1947 |
| Karel Vít                 | 1947-1948 |
| Bohuslav Lohniský         | 3-4 1948  |
| Václav Vyšohlíd           | 1948-1949 |
| Bohuslav Lohniský         | 1950-1951 |
| Ladislav Šimšík           | 1951-1962 |
| Stanislav Lahodný         | 1962-1977 |
| Dagmar Bartáková          | 1977-1983 |
| Jiří Svoboda              | 1983-1985 |
| Vlastimil Zítek           | 1985-1989 |
| Jana Wienerová            | 1989-2000 |
| Helena Bastlová           | 2000-2003 |
| Zdeněk Krušina            | 2004-2005 |
| Pavel Pánek               | 1-5 2006  |
| Helena Bastlová           | 2006-2013 |
| Klára Matoušová (Břeňová) | 2013      |